# Světový pohár v orientačním běhu 2000
Světový pohár v orientačním běhu 2000 (Orienteering World Cup 2000) byl 8. ročníkem této soutěže. Skládal se z 9 individuálních závodů, které se konaly v Japonsku, Austrálii, Ukrajině, Finsku a Portugalsku. Součástí Světového poháru bylo i Mistrovství Evropy v orientačním běhu 2000 v Truskavetsu na Ukrajině.  
V mužské kategorii zvítězil Jani Lakanen z Finska, který získal 261 bodů.  
V ženské kategorii dominovala **Hanne Staff z Norska, která získala 276 bodů.
---

## Individuální závody Světového poháru 2000
| č. | Datum                 | Trať          | Místo                      | Vítěz muži       | Vítěz ženy      |
| -- | --------------------- | ------------- | -------------------------- | ---------------- | --------------- |
| 1  | 15. dubna 2000        | Long          | Fuji, Japonsko             | Allan Mogensen   | Emma Claesson   |
| 2  | 22. dubna 2000        | Middle        | Canberra, Austrálie        | Jamie Stevenson  | Hanne Staff     |
| 3  | 24. dubna 2000        | Long          | Canberra, Austrálie        | Allan Mogensen   | Heather Monro   |
| 4  | 3. července 2000      | Long (EOC)    | Truskavets, Ukrajina       | Valentin Novikov | Hanne Staff     |
| 5  | 4. července 2000      | Middle (EOC)  | Truskavets, Ukrajina       | Valentin Novikov | Jenny Johansson |
| 6  | 18.–21. července 2000 | 3-day overall | Lahtis, Finsko             | Jimmy Birklin    | Simone Luder    |
| 7  | 20. července 2000     | Short         | Lahtis, Finsko             | Allan Mogensen   | Simone Luder    |
| 8  | 11. října 2000        | Middle        | Marina Grande, Portugalsko | Jani Lakanen     | Katarina Smith  |
| 9  | 12. října 2000        | Long          | Marina Grande, Portugalsko | Emil Wingstedt   | Katalin Oláh    |

---

## Celkové pořadí

### Muži
| Pořadí | Závodník       | Země   | Body |
| ------ | -------------- | ------ | ---- |
| 1.     | Jani Lakanen   | Finsko | 261  |
| 2.     | Tore Sandvik   | Norsko | 256  |
| 3.     | Allan Mogensen | Dánsko | 252  |

### Ženy
| Pořadí | Závodnice     | Země           | Body |
| ------ | ------------- | -------------- | ---- |
| 1.     | Hanne Staff   | Norsko         | 276  |
| 2.     | Simone Luder  | Švýcarsko      | 261  |
| 3.     | Heather Monro | Velká Británie | 255  |

---